# Севастьянова Олександра Олександрівна

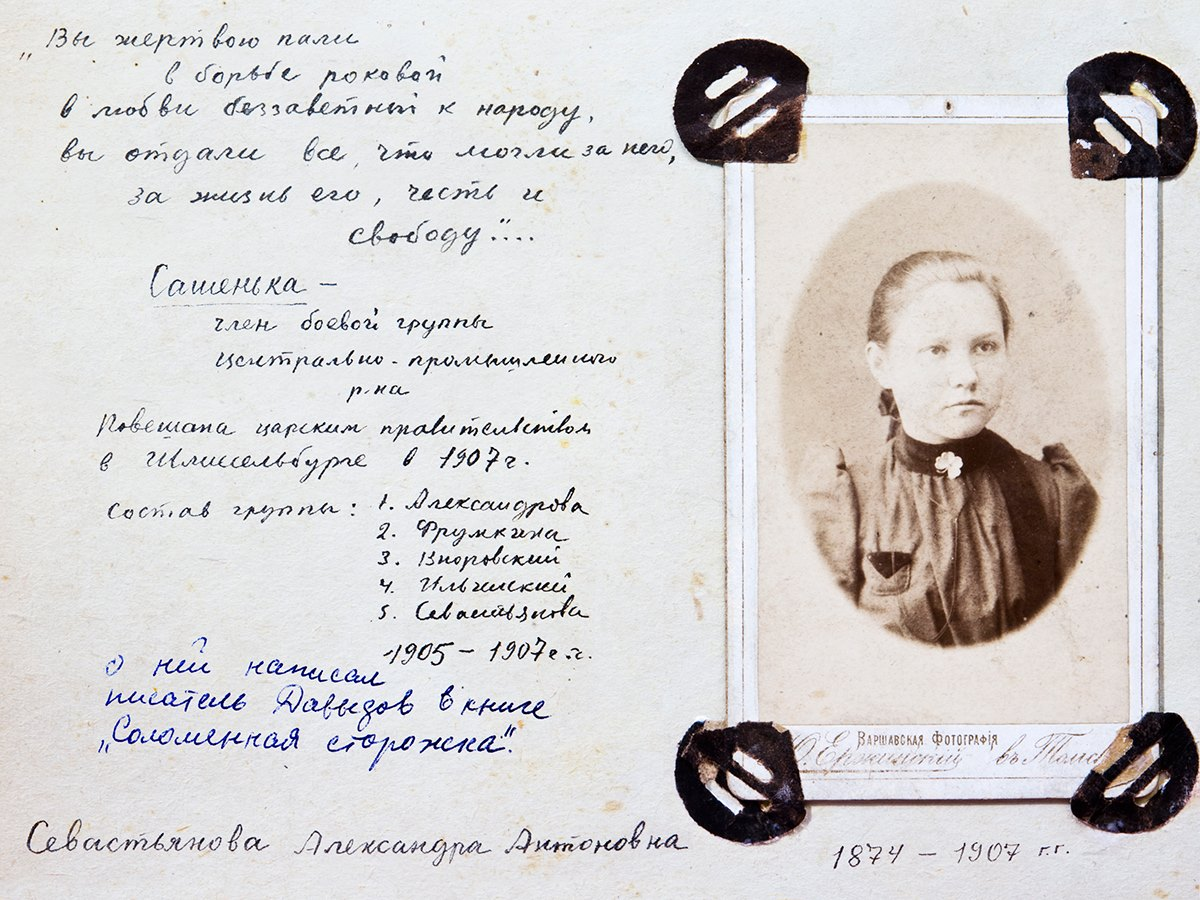
Олександа Севастьянова, сторінка із сімейного альбому

Олександра Олександрівна (Антонівна, згідно з сімейним архівом) Севастьянова (1874 — 7 грудня 1907) — член партії есерів та її бойової організації, терористка, учасниця революційного руху в Російській імперії на початку XX століття.

## Біографія
Народилася 1874 року. За фахом фельдшерка. У 1901 році за участь у виданні газети «Революційна Росія» заслана, але втекла з поселення. Вступила до Бойової організації партії соціалістів-революціонерів, після тимчасово припинення діяльності цієї організації у 1906 році увійшла до складу Центрального бойового загону . Партійна кличка «Аннушка».

Відомості про цей період її життя містяться у спогадах Валентини Попової « Динамітні майстерні 1906—1907 років. та провокатор Азеф ». Севастьянова працювала в таємній динамітній майстерні, розташованій на дачі в Теріоках . Там їй доводилося з конспіративною метою грати роль прислуги, а також займатися господарством, наприклад, готуванням. Незадовго до роботи в майстерні в Теріоках, Севастьянова працювала в динамітній майстерні Віри Штольтерфорт та Друганова в Петербурзі, де жила також як прислуга. Під час арешту петербурзької майстерні їй вдалося благополучно покинути її. Попова описує її як першу людину, яка зустріла їй після вступу до Бойової організації:
Швидко вийшла літня жінка чернечого вигляду, пов'язана хусткою. Своїм зовнішнім виглядом вона вдало імітувала слугу; думаю, що й досвідченіший погляд, ніж мій, не вловив би нічого підозрілого у її образі. На жовтуватому й виснаженому обличчі виділялися і звертали увагу великі темні очі, очі людини, яка пішла в себе. Трохи зігнута, худенька постать, темна, старенька сукня, м'які рухи послушниці.
Як пише Попова, Євно Азеф «за цілою низкою причин, які важко врахувати, не видавав Севастьянову, до певного часу навіть оберігав» Севастьянову, але лише до кінця 1907 року.
21 листопада 1907 року Севастьянова кинула бомбу в московського генерал-губернатора і командувача Московського військового округу генерала С.К. Гершельмана. Замах закінчився невдачею. Терористку судили військово-окружним судом і засудили до страти. Повішена 7 грудня. Севастьянова до кінця не назвала свого імені та загинула, як «невідома жінка». Згідно з сімейним архівом, вона записана, як Севастьянова Олександра Антонівна. Про це свідчить станниця із сімейного фотоальбому. Про її долю у своїх мемуарах згадує Борис Савінков.

Про неї написав письменник Юрій Давидов у книзі «Солом'яна сторожка»:
«Я бачу схилену русяву голову Сашеньки Севастьянової, — зовсім небагато до того дня, коли вона кине бомбу в московського генерал-губернатора, у нього лише кокарду зірве, а вона звалиться на бруківку з вибитим оком і проломленим черепом; її перев'яжуть у Басманній лікарні і потягнуть на хисткий, поспіхом збитий поміст — повісять „невідому”: вона не назве свого імені, оберігаючи від провалу товаришів».